# Escalonilla (kommun)
Escalonilla är en kommun i Spanien.   Den ligger i provinsen Toledo och regionen Kastilien-La Mancha, i den centrala delen av landet, 80 km sydväst om huvudstaden Madrid. Antalet invånare är 1 546.